# Introduktör av främmande sändebud

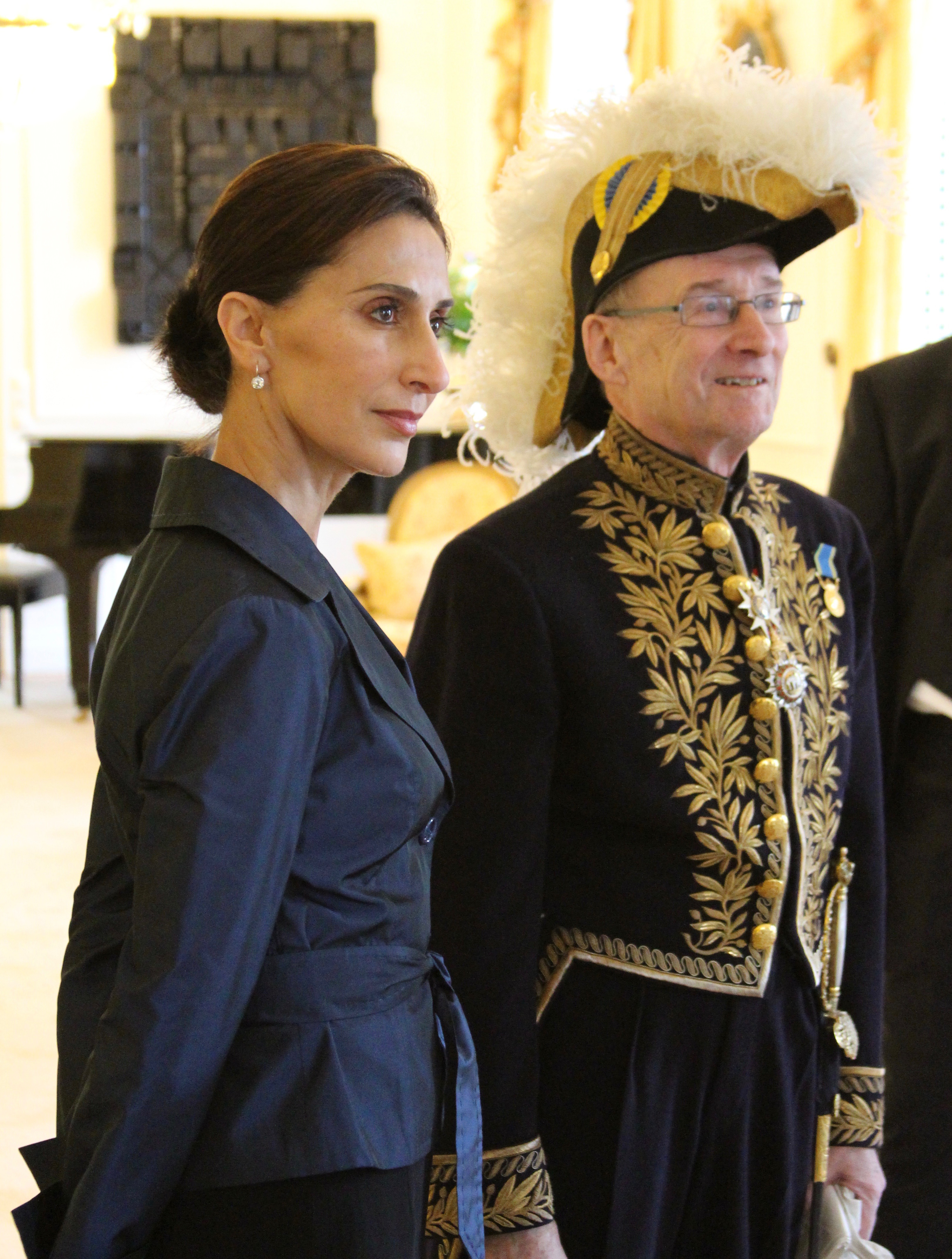
Introduktör Bertil Roth (höger) med USA:s ambassadör i Sverige Azita Raji (vänster).

Introduktör av främmande sändebud är en ämbetsman inom ett hov eller utrikesministerium med uppgift att ta emot utländska ambassadörer eller andra beskickningschefer.

## Frankrike
I Frankrike har titeln "introducteur des ambassadeurs" använts för introduktörsämbetet. I modern tid innehas ämbetet av chefen för protokollet vid det franska utrikesministeriet.

## Storbritannien
I Storbritannien ingår introduktörsfunktionen sedan 1920 i ämbetet som His Majesty's Marshal of the Diplomatic Corps (Hans Majestäts Marskalk för den diplomatiska kåren). Dessförinnan ansvarade hovets ceremonimästare för uppgiften, och något separat introduktörsämbete är inte känt. 

## Sverige
I Sverige infördes introduktörsämbetet 1648 vid drottning Kristinas hov. Idag ingår flera introduktör av främmande sändebud i Utrikesdepartementet och förordnas av regeringen. De fungerar som kontaktpersoner för nya ambassadörer och tjänstgör vid den högtidliga audiens då denne överlämnar sitt kreditivbrev till kungen. Introduktören bär vid detta tillfälle diplomatuniform.